# 1795 Woltjer
1795 Woltjer је астероид главног астероидног појаса. Приближан пречник астероида је 27,09 km,
а средња удаљеност астероида од Сунца износи 2,787 астрономских јединица (АЈ).
Инклинација (нагиб) орбите у односу на раван еклиптике је 7,546 степени, а орбитални период износи 1699,780 дана (4,653 године). Ексцентрицитет орбите астероида износи 0,187.
Апсолутна магнитуда астероида износи 11,80 а геометријски албедо 0,045.
Астероид је откривен 24. септембра 1960. године.